# 多莱宗河
多莱宗河（法語：Dolaizon，亦作，發音：[dɔlɛzɔ̃]）是法国奥弗涅-罗讷-阿尔卑斯大区上盧瓦爾省的河流，是博尔讷河的右支流，长14.8千米，发源自多莱宗河畔圣克里斯托夫，于沙德拉克流入博尔讷河。